# 北京ホテル (モスクワ)
北京ホテル（ペキンホテル、Пекин、Pekin hotel）は、ロシアの首都モスクワにあるホテル。モスクワ中心部トヴェルスカヤ区、ボリシャヤ・サドヴァヤ通り5にある。ホテルのランクは4つ星。ホテル内にはオフィスも多い。設計者は、ドミートリー・チュチェーリン。ホテルはスターリン様式によってデザインされている。1939年に着工し1955年に完成した。

## 沿革
北京ホテルは、当初、中ソ両国の友好のシンボルとして建設が計画された。ホテルは高級ホテルの水準で計画され、11階建て、最上階の11階には天井の高さ6メートルの豪奢なスィートルームが配置された。
北京ホテルの正式な開業日は不詳である。ホテルの公式な創業は1956年とされるが、実際に操業を開始しているのは1958年とされる。但しその年のマスコミによる開業の報道は明確にされていない。これには2つの理由があるとされる。1つは、この建物は国家機関の庁舎、行政庁舎として建設され、これに付属する宿泊室が設置された。しかし、実際にホテルが付属したことで庁舎としての性格が薄められたとされる。この付属ホテルには内装に貴重な木材、御影石や大理石などがふんだんに使われた。第2の理由は中国との友好を目的に建設されたものの、実際にホテルが操業した1950年代には、中ソ対立が深刻化したことで計画が頓挫したためとされる。
北京ホテルは建造に当たり、ソ連国内で不足していた装飾にアルミニウム製窓枠、鋳鉄製の門、ドア・ロック、テレビ、電話システムなどが供給され、贅を尽くしたものに出来上がった。反面、一般のソビエト国民の宿泊、利用は難しかった。そのような状況が変化したのはソビエト連邦の崩壊後のことである。2003年にはホテルのリフォームが行われた。

## 建築家
北京ホテルの設計は、建築家のドミートリー・ニコラエヴィチ・チェチューリン（1901年 - 1981年）である。チェチューリンは、1930年代から1950年代のソ連建築界の指導者アレクセイ・シューセフの薫陶を受け、1945年から1949年までモスクワ市主任建築家を務めた人物である。チェチューリンは、建築におけるスターリン様式、なかんずくスターリン・アンピール様式の主要な創始者の一人と目されている。

## 著名な宿泊客
ソビエト時代の北京ホテルには、しばしば外国からの賓客やソ連国内の著名人が長期滞在した。例えばフランスの女優マリナ・ヴラディである。ヴラディは、モスクワ滞在中、北京ホテルの2階に宿泊していた。その他の利用者としては以下があげられる。
- ヴァシーリー・スターリン — ソ連の空軍軍人、空軍中将。ヨシフ・スターリンの次男。妹のスヴェトラーナ・アリルーエワの回想によると、ヴァシーリーは父の死後、短期間、北京ホテルを住居としていた。
- アルカジー・ライキン — ソ連のコメディアン。11階の1101号室に長い期間、住んでいた。一時期、4階の全室をライキン一座が利用したこともある。
- ロリータ・トーレス — アルゼンチンの女優。モスクワ訪問中に宿泊。
- ディーン・リード — アメリカの俳優、歌手、作詞家。401号室を利用した。
- マルセル・マルソー — フランスのパントマイム・アーティスト。モスクワ訪問中に宿泊。

また、各国外交団も北京ホテルに宿泊した。例えばバングラデシュの大使と代表団は一ヶ月の間、全館を貸し切った。1980年西側諸国はソ連のアフガニスタン侵攻を非難しモスクワオリンピックをボイコットしたが、五輪開催中、ホテルは米国からの宿泊客を受け入れている。

## レストラン
1955年12月15日、モスクワ市ソビエト執行委員会はホテルの1階に中華料理のレストランと喫茶店を開くことを決定した。この中華レストランは1990年代前半まで、モスクワ市内で唯一のエスニック料理店であった。レストランはロシア料理と中華料理の2つの大広間からなる。中国の間は木製のパネルに絹やはめ込み細工で作られた華麗な室内装飾が施されている。いくつかの貴重な装飾はホテルの書庫に保存されている。

## 時計塔
ホテルの建物には、他のスターリン様式の建造物の特徴よろしく尖塔が中央にそびえ時計が設置されている。設置工事は公式には1949年であるが、最終的には1955年まで続いた。時計塔の時計は振り子時計で50年の長きに渡り故障もなく動いていた。2002年に故障のため停止した。修理に際し振り子と新しい電子部品が交換された。